# Битва при Пуче
Битва при Пуче 1237 года, также известная как битва при Пуч-де-Санта-Мария, битва при Пуч-де-Энеса или битва при Пуч-де-Чеполла, была битвой Иберийской Реконкисты и Арагонского завоевания Валенсии.
Битва произошла в августе 1237 года, в которой силы Арагонской короны под командованием Берната Гиллема I д’Энтенса противостояли силам тайфы Валенсия под командованием Зайяна ибн Марданиша. Битва привела к решающей победе арагонцев и завоеванию Валенсии короной Арагона.

## История
Альмохады успешно интегрировали эмираты Пиренейского полуострова вместе с эмиратами Северной Африки в несколько нестабильное политическое образование. Альмохады, правители Балансии, Зайд Абу Абдаллах Мухаммад и Зайд абу Зайд могли действовать с полной автономией, в том числе давать королевские титулы. Они никогда не пользовались этим правом, чеканив деньги или отказываясь от своей верности халифату Альмохадов или его халифу. После поражения Альмохадов в битве при Лас-Навас-де-Толоса империя Альмохадов распалась и раскололась на более мелкие эмираты, называемые тайфами. Важнейшими из них были Гранадский эмират Насридов, государство Хафсидов в Тунисе, тайфа Бану Зиан в Алжире и династию Маринидов, которая контролировала Марокко.
В 1224 году король Хайме I Арагонский призвал свою знать из Арагона и Каталонии, чтобы начать завоевание контролируемой мусульманами Балансии, войдя в этот район через Теруэль. Зайд Абу Зайд немедленно попросил арагонского монарха о перемирии, которое он принял в обмен на одну пятую дохода от Балансии и Мурсии. Летом 1225 года Хайме I попытался захватить замок Пеньискола, осадив его. Эта осада в конечном итоге не увенчалась успехом, поскольку арагонская знать отказалась от неё.
К 1228 году коренное валенсийско-мусульманское восстание во главе с Ибн Худом получило достаточную поддержку, чтобы захватить город Мадина Мурсия и доминировать в регионах Ориуэла, Дения, Гандия, Хатива и Аль-Язират Сукар. Восстание также осадило саму Баленсию, хотя и безуспешно из-за угрозы сил помощи из Королевства Кастилия. Ибн Худ удалился в Медину Мурсию, не взяв Баленсию.
Договор между христианским королём и Абу Зайдом заставил многих мусульман изменить свою лояльность в пользу Зайяна ибн Марданиша, внука Абу аль-Хаджаджа, думая, что Абу Зайд предал их и отказался от ислама. Абу Зайд бежал из Валенсии и направился на север, а Зайян с триумфом вошёл в город зимой 1229 года, не провозгласив себя королём. Из Медины Мурсийя мятежник против Альмохадов Ибн Худ осадил Валенсию, вынудив Зайяна покинуть город.
Король Хайме I Арагонский, недавно завоевавший Майорку в 1229 году, решил ещё раз попытаться завоевать тайфу Валенсия.

## Кампания за Валенсию
В 1235 году Арагонская корона проводила атаки в районе Балансии у Альбалата и Кульеры, но христианская армия была вынуждена отступить. 25 июня 1235 года Хайме I Арагонский осадил замок Фойос на окраине Балансии. Мусульмане, сражавшиеся за Зайяна ибн Марданиша, которые были вынуждены отступить на юг, разрушили укрепления у Эль-Пуч.
Хайме I встретился со свергнутым эмиром Абу Зайдом в Теруэле, чтобы заключить между ними новый договор. Вместо его подписи документ был проштампован гербом Абу Зайда, орлом и кастильским девизом: Sciello de Ceit Buceit nieto de [Emir al] Momenin. Дата была установлена на 28 мая 1236 года, и в ней оговаривалось, что четвёртая часть территории Валенсии перейдёт к Абу Зайду после завоевания и что Абу Зайд и его потомки объявят себя вассалами Хайме I и всех детей, которые у него были с Виолантой Венгерской. Именно в это время Абу Зайд обратился в христианство и принял имя Висенс Бельвис. Он женился на женщине из Сарагосы .по имени Мария Феррандиа. Некоторые источники неправильно цитируют некую «Домингу Лопес».
В документах от 1236 года каталонские и арагонские войска уже готовятся к возможной атаке на Баленсию. 13 октября 1236 года когорты Монсона предприняли попытку завоевания. В документе от 28 октября, изданном в Лериде, Хайме I провозгласил, что, как только город Валенсия будет завоёван, он пожертвует его церкви, сказав: «apud Montesonum in curia generali quam convocavimus pro facienda exercitus contra mauros». В тот же день он пообещал превратить центральную мечеть города в католическую церковь. 13 ноября Хайме I издал указ, в котором говорилось, что после взятия города церковь Валенсии станет зависимой от диоцеза Таррагона. В рамках дальнейшей подготовки к жизни в Валенсии после завоевания Хайме I постановил, что провинциальный магистр Ордена Храма будет иметь право чеканить монеты на его территориях.

## Кампания в Палансии
После осады Буррианы и Кульеры король Хайме I Арагонский приготовился к последнему наступлению на провинцию Валенсия. Он собрал свои силы в Монсоне 28 октября 1236 года, где получил одобрение папы Григория IX, чтобы назвать завоевание официальным крестовым походом по приказу папской буллы от 2 февраля 1237 года. После лагеря в Монпелье с конца 1236 года до начала 1237 года армия сосредоточилась в Теруэле и последовала за рекой Палансия, взяв Валь-де-Ушо, Нулес и Альменару . Далее они взяли города Бетера, Патерна, Монкада и, наконец, Эль-Пуч 25 июня 1237 года, который находился недалеко от города Баленсия.
Арагонские войска восстановили укрепления Эль-Пуч, построив стену из глины и камня, которая тянулась до самого моря. Через два месяца оборонительные сооружения были готовы, и замок занял гарнизон из 100 рыцарей и многих других крестьян под командованием Берната Гиллема I д’Энтенса, родственника короля.
Согласно мусульманскому историку Ибн Хальдуну, с 16 сентября по 4 сентября 1236 года (Путешествие во времени в обратном направлении) христиане напали на сарацин, построив семь лагерей, два из которых были сосредоточены против Балансии, Аль-Язират Сукар и Хатива. В то время как кастильские войска взяли город Кордову под командование кастильского короля, Хайме I взял власть над большинством кастильцев в районе своих операций. Построив замок в Энесе, чтобы облегчить осаду Балансии, он вернулся домой.

## Битва

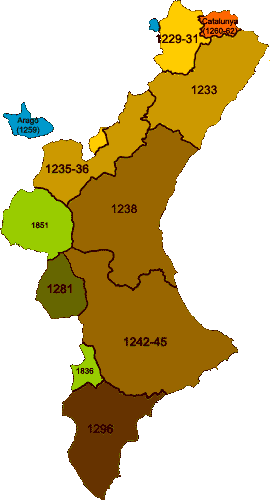
Хронологическая карта Реконкисты Валенсии

Зайян ибн Марданиш собрал людей Хативы и Хукара и двинулся к Эль-Пуч. Согласно хроникам Хайме I, его сила насчитывала около 600 кавалерийских отрядов и 11 000 крестьян или пехотинцев . Он напал на арагонские войска 15 августа 1237 года. По словам мусульманского историка Ахмеда Мохаммеда аль-Маккари, нападение произошло вскоре после того, как Хайме I покинул Эль-Пуч и отправился в Уэску.
Ибн аль-Аббар, который был секретарем Абу Зайда, когда он руководил Валенсией, стал писцом Зайяна после того, как Аби Зайд покинул город. Он записал, что битва произошла около полудня. Мусульманские силы Альмохадов под командованием Зайяна были разбиты, и многие из их солдат были убиты в бою. Среди мертвых Альмохадов был проповедник Абурреби ибн Салим Эльколаи, «мудрый». Когда до Хайме I дошли новости о победе, он отправился на место битвы, где пробыл несколько дней, после чего вернулся в Арагон.
Эта решающая арагонская победа оказала большое влияние на общую борьбу за контроль над Баленсией. После битвы количество христианских сил в регионе увеличилось, что вынудило многих мусульман бежать на юг.

## Последствия
Пока Хайме I находился в Арагоне, командующий арагонской армией в Эль-Пуиг Бернат Гиллем I д’Энтенса скончался от ран, полученных во время боя . Это сильно обескуражило знать, особенно арагонскую.
На совете магнатов Бласко I из Алагонии, выступая от имени многих других баронов, заявил, что было бы лучше эвакуировать Эль-Пуч и временно отказаться от достижений, достигнутых в ходе этой части кампании.
Хайме I отказался последовать совету знати и продолжил кампанию. Король снова вернулся в Эль-Пуч-де-Санта-Мария 24 января 1238 года, взяв с собой сына Берната Гиллема д’Энтенса, Гиллема д’Энтенса, которому в то время было от 10 до 11 лет. На глазах у всей присутствовавшей знати и представителей военных орденов король посвятил Гиллема в рыцари и объявил его наследником всех титулов и земель своего отца. Далее он временно назначил Беренгера де Энтенца капитаном замка.
Жесты, сделанные королём, мало что сделали, чтобы остановить сопротивление продолжению кампании. Наоборот, узнав, что король уже в пути, большая часть гарнизона в Пуче тайно встретилась и согласилась покинуть свои позиции. Один из доминиканских монахов, проживавших в гарнизоне, осудил заговор против короля. На следующий день он произнёс проповедь дворянам замка, которые впоследствии пообещали продолжать борьбу до победы.
Вернувшись в Пуч, Хайме I получил сообщение от Зайяна, предлагающего все замки от реки Турия до Тортосы и Теруэля, строительство роскошного дворца для короля в провинции Саида и выплату десяти тысяч бесанте ежегодно в обмен на обещание Хайме отказаться от нападений на столицу. Хайме I Арагонский отрицательно ответил на предложение, сославшись на изменившиеся обстоятельства, и продолжил своё завоевание.